# Meurtres en Corrèze
Série Meurtres à...
Pour plus de détails, voir Fiche technique et Distribution.
Meurtres en Corrèze est un téléfilm français, de la collection Meurtres à..., écrit par Marc-Antoine Laurent et Jean-Marc Taba, réalisé par Adeline Darraux et diffusé pour la première fois, en Suisse, le 25 octobre 2019 sur RTS Un, en Belgique, le 26 janvier 2020, sur La Une et, en France, le 2 mai 2020 et le 10 décembre 2022 sur France 3.
Il fait partie des 10 épisodes phares sélectionnés par la RTBF pour célébrer les 10 ans de la collection et diffusés pendant 6 mois sur Auvio.

## Synopsis
Dans la ville de Tulle, comme chaque année, des processionnaires et pénitents portent la statue de Saint Jean, qui aurait vaincu la grande peste au XIVe siècle. Mais, ce soir-là, en marge de la procession, on retrouve assassiné Manuel Marquis, un artiste local qui s’est fait un nom dans l’art contemporain. 
La capitaine Lena Ribéro, enfant du pays, est chargée de l’enquête. Seulement, elle est obligée de collaborer avec Axel Zeller, un commandant du SRPJ de Bordeaux, son ancien grand amour, qu’elle n’avait pas revu depuis treize ans. Autant dire que la collaboration entre les deux s’avère difficile pour une enquête qui ne l’est pas moins. En effet, le chiffre 9 gravé sur le front de la victime laisse penser que son meurtre n’est que le début d’une série macabre…

## Fiche technique
Source
- Réalisation : Adeline Darraux
- Première assistante réalisatrice : Frédérique Juhe
- Scénario : Marc-Antoine Laurent et Jean-Marc Taba
- Production : Mintee Studio et France Télévisions
- Productrice exécutive : Muriel Paradis
- Producteurs : Gaspard de Chavagnac, Jacques Salles et Floriane Cortes
- Directeur de production : Philippe Roux
- Photographie : Dominique Bouilleret
- Décors : Catherine d'Ovido
- Costumes : Justine Pearce
- Régisseur général : Hervé Marche
- Musique : Nicolas Jorelle
- Pays d'origine :  France
- Langue originale : français
- Genre : policier
- Durée : 90 minutes
- Budget: 1,8M €
- Date de diffusion :
  -  Suisse : 25 octobre 2019, sur RTS Un
  -  Belgique : 26 janvier 2020, sur La Une
  -  France : 2 mai 2020 sur France 3

## Distribution
Source
- Arié Elmaleh : Axel Zeller
- Carole Bianic : Léna Ribéro
- Olivier Benard : l'adjudant Charon
- Jennifer Maria : Anne Carnot
- Joyce Jonathan : Karine Dardelet
- Robin Gros : Manuel Marquis
- Guillaume Delalandre : Clovis Gensac
- Frédéric Kneip : Gilles Carnot
- Jean-Claude Drouot : Victor Ribéro
- Alain Stern : le colonel Lombard
- Claude Gelebart : le légiste
- Denis Boyer : Richard Escot
- Lucile Durant : l'infirmière de la clinique des Fauvettes
- Thierry Charrière : Lionel Fabre
- Gabriel Allées : Julien Delorme
- Sylvie Batby : l'éducatrice du foyer Saint-Mexan
- Christian Neupont : l'archiviste de L'Écho du Centre
- Florentin Martinez : un supporter de rugby
- Martin Belcour : le maire de Tulle

## Audience
- Audience :  France : 6,485 millions de téléspectateurs (première diffusion) (26,0 % de part d'audience), au 25 avril 2023, c'est l'épisode de la collection Meurtres à... qui a rassemblé le plus de téléspectateurs (mais il a été diffusé pendant le premier confinement lié à la pandémie de Covid-19).

## Autour du téléfilm
L'un des producteurs du téléfilm, Jacques Salles, est natif de Tulle et a passé son enfance à Naves, en Corrèze.
L'une des victimes, Manuel Marquis, devait initialement s'appeler Samuel Marques. La production a dû le modifier pour ne pas utiliser celui du numéro 9 du CAB.

## Tournage
Le tournage s'est déroulé du 4 au 29 mars 2019 dans plusieurs communes en Corrèze, dont Tulle, Brive-la-Gaillarde, Lubersac, Uzerche, Donzenac, Aubazine, Argentat-sur-Dordogne, Saint-Martin-Sepert et aux ardoisières d'Allassac.